# 阿宽蕉
阿宽蕉（学名：Musa itinerans）为芭蕉科芭蕉属的植物。分布于缅甸北部、印度、泰国以及中国大陆的云南等地，生长于海拔1,000米至1,270米的地区，多生长在山谷低地，目前尚未由人工引种栽培。

## 别名
黑芭蕉（云南瑞丽），药（云南傣语）

## 变种
目前已知至少有两个变种：
- 越南阿宽蕉 M. i. var. annamica (R.V.Valmayor, L.D.Danh & Häkkinen) Häkkinen, 2008
- 台湾芭蕉 M. i. var. formosana (Warb.) Häkkinen & C.L.Yeh, 2010